# Список самохідних артилерійських установок
Нижче наведено неповний список самохідних артилерійських установок (але не самохідних мінометів та реактивної артилерії), як серійних виробів прийнятих на озброєння, так і перспективних розробок.

## 122 мм
| Назва          | Країна | Шасі                       | Роки розробки                      |
| -------------- | ------ | -------------------------- | ---------------------------------- |
| 2С1 «Гвоздика» | СРСР   | гусінне, модифікація МТ-ЛБ | 1967/1970 (прийняття на озброєння) |

## 152 мм
| Назва         | Країна         | Шасі                              | Роки розробки                                    |
| ------------- | -------------- | --------------------------------- | ------------------------------------------------ |
| 2С3 «Акація»  | СРСР           | гусінне                           | 1967 (початок)/1971 (прийнята на озброєння)      |
| «Дана»        | Чехословаччина | колісне                           | 1976/1981                                        |
| 2С19 «Мста-С» | СРСР           | гусінне з елементами Т-72 і Т-80  | 1983 (перший макет)/1989 (прийнято на озброєння) |
| 2С27 «Риф»    | СРСР/ Україна  | гусінне                           |                                                  |
| 2С43 «Мальва» | Росія          | колісне 8×8 БАЗ-6010-027 «Вощина» | перші фото 2019 рік                              |
| «Коалиция-СВ» | Росія          | гусінне                           |                                                  |

## 155 мм
| Назва               | Країна           | Шасі                              | Роки розробки                                              |
| ------------------- | ---------------- | --------------------------------- | ---------------------------------------------------------- |
| AHS Krab            | Польща           | гусінне, від K9                   | середина 1990-х/2016                                       |
| AHS Kryl (прототип) | Польща           | колісне 6×6 Jelcz 663.32          | 2011-                                                      |
| Archer              | Швеція           | колісне 6×6 Volvo A30D            | 1995 (початок проєкту)/2013 (надходження серійних виробів) |
| AS-90               | Велика Британія  | гусінне                           | середина 1980-х/                                           |
| Brutus (прототип)   | США              | колісне 6×6 FMTV                  | 2018 (перші фото)                                          |
| CAESAR              | Франція          | колісне 6×6 Renault Sherpa 5      | 1994 (початок розробки)/2003 (серійне виробництво)         |
| G6 Rhino            | ПАР              | колісне                           | 1981/1988-1999 (серійне виробництво)                       |
| K9 Thunder          | Республіка Корея | гусінне                           | 1989-1999/1999 початок виробництва                         |
| M109                | США              | гусінне                           | /1963 (початок виробництва)                                |
| PzH 2000            | Німеччина        | гусінне на основі Leopard 2       | /1998 (початок надходжень)                                 |
| RCH 155             | Німеччина        | колісне на основі БТР Boxer       | 2014                                                       |
| SIGMA               | Ізраїль          | колісне 10×10 від Oshkosh Defense | 2019- (планується надходження з 2023 року)                 |
| Zuzana              | Чехія            | колісне                           | /1998 (прийняття на озброєння)                             |
| 2С22 «Богдана»      | Україна          | колісне 6×6 КрАЗ-63221            | 2018-                                                      |